# Oskar Rieding
Oskar (vagy Oscar, Oszkár) Rieding (Stettin, 1840 – Celje, 1918) német hegedűművész, zenepedagógus, aki jó néhány, könnyen játszható hegedűkoncertet alkotott növendékek számára, mint pl. a közismert, Op. 35-ös, h-moll koncertet és sok egyéb hegedű- és zongoradarabot.

## Élete
Rieding máig élő hírneve abban rejlik, amivel hozzájárult Magyarország, különösen Budapest zenei életéhez. Berlinben, az akkor újonnan alapított zeneművészeti akadémiára járt, majd a lipcsei Konzervatóriumba. 1860-ban Bécsbe költözött, ahol találkozott Richter János karmesterrel, aki abban az időben zenei igazgatója volt a pesti operatársulatnak, és 1871-ben kinevezte Riedinget ide, az opera zenekarának koncertmesterévé. Harminckét éven át maradt nálunk, néhány növendék-hegedűversenyt és sok darabot komponált hegedűre és zongorára, az azóta is tanított hegedűtechnikák begyakorlására. Később az első, további opusaiban a 3. és 5., majd a 7. (hegedű)fekvés tökéletes elsajátíttatását tekintette céljának. Később számos szalondarabot is komponált hegedűre-zongorára. Nyugdíjazása után, 1904-től élete alkonyát a ma Szlovéniához tartozó Celjében (a stájer Cilliben) töltötte, egészen 1918-ban bekövetkezett haláláig.

## Főbb művei
- Op. 36, D-dúr koncert
- Op. 35, h-moll koncert hegedűre (vagy csellóra) és zongorára (1909)
- Op. 25, D-dúr koncert hegedűre és zongorára
- Op. 24, G-dúr concertino hegedűre és zongorára
- Op. 23, 2. Cigányinduló hegedűre és zongorára
- Op. 21, a-moll concertino (magyar stílusban) hegedűre és zongorára (1905)
- Op.  7, e-moll koncert

## Fordítás
- Ez a szócikk részben vagy egészben  az   Oskar Rieding című német Wikipédia-szócikk ezen változatának fordításán alapul.  Az eredeti cikk szerkesztőit annak laptörténete sorolja fel. Ez a jelzés csupán a megfogalmazás eredetét és a szerzői jogokat jelzi, nem szolgál a cikkben szereplő információk forrásmegjelöléseként.